# Ёрмица (сельское поселение)
Ёрмица — административно-территориальная единица (административная территория село с подчинённой ему территорией) и муниципальное образование (сельское поселение с полным официальным наименованием муниципальное образование сельского поселения «Ёрмица») в составе муниципального района Усть-Цилемского в Республике Коми Российской Федерации.
Административный центр — село Ёрмица.

## История
Статус и границы административной территории установлены Законом Республики Коми от 6 марта 2006 года № 13-РЗ «Об административно-территориальном устройстве Республики Коми».
Статус и границы сельского поселения установлены Законом Республики Коми от 5 марта 2005 года № 11-РЗ «О территориальной организации местного самоуправления в Республике Коми».

## Население
| 2010 | 2011 | 2012 | 2013 | 2014 | 2015 | 2016 |
| ---- | ---- | ---- | ---- | ---- | ---- | ---- |
| 424  | ↘419 | ↘389 | ↘374 | ↘354 | ↘345 | ↘326 |
| 2017 | 2018 | 2019 | 2020 | 2021 |      |      |
| ↘316 | ↘309 | ↘286 | ↘278 | ↗340 |      |      |

## Состав
Состав административной территории и сельского поселения:
| № | Населённый пункт | Тип населённого пункта       | Население |
| - | ---------------- | ---------------------------- | --------- |
| 1 | Ёрмица           | село, административный центр | 179       |
| 2 | Лёждуг           | деревня                      | 39        |
| 3 | Харъяга          | посёлок                      | 206       |

В 1930 году в состав сельского поселения Ёрмица входили населенные пункты: Ёрмица, Харъяга, Лёждуг, Марица, Щучий, Камгорт, Березовая Сопка и выселок Рогозино.